# Miguel Ajú
Miguel Andrés Ajú Alfaro (ur. 8 listopada 1999 w Alajueli) – kostarykański piłkarz pochodzenia kolumbijskiego występujący na pozycji bramkarza, od 2024 roku zawodnik Puntarenas.
Jest synem Kolumbijczyka Nixona Perei oraz bratem przyrodnim Yaela Lópeza, również piłkarzy.